# Pleasant Mount (Pennsylvanie)
Pour les articles homonymes, voir Pleasant Mount.
Pleasant Mount est une communauté non incorporée située dans le Mount Pleasant Township, Comté de Wayneen Pennsylvanie.
La localité a été fondée en 1789.